# Římskokatolická farnost Troubsko
Římskokatolická farnost Troubsko je územní společenství římských katolíků s farním kostelem Nanebevzetí Panny Marie v děkanství rosickém. Do farnosti spadají obce Troubsko, Ostopovice, Popůvky a městská část Brno-Bosonohy.

## Historie farnosti
Starý kostel, pravděpodobně románského původu přibližně na stejném místě jako dnes. První zpráva o troubské farnosti je z roku 1329. Patronátní právo měla kapitula sv. Petra v Brně až do první poloviny 16. století.
V roce 1466 se zde uvádí výslovně kostel Nanebevzetí Panny Marie. Za reformace kolem roku 1570, když byl majitelem troubského panství Jan Munka z Ivančic, se kostel i farnost dostaly do správy českobratrských kazatelů. Roku 1628, po vydání Obnoveného zřízení zemského na Moravě, došlo k odstranění všech českobratrských kazatelů a k obnovení katolického náboženství. Kostel v Troubsku byl v té době spravován z rosické farnosti. Troubská farnost získala opět svého faráře až v roce 1687.
Na místě původního chrámu byl v letech 1746–1758 vystavěn nový jednolodní barokní kostel s věží a půlkruhovým závěrem kněžiště. Vysvěcen byl v roce 1779 brněnským biskupem Matyášem Františkem Chorinským z Ledské. Při požáru byla na konci 18. století zničena věž, roku 1796 byla nahrazena současnou. 

## Duchovní správci
Od srpna 2002 do listopadu 2014 byl farářem R. D. Mgr. Tomáš Mikula, který byl zároveň děkanem rosického děkanátu. Od prosince 2014 je farářem (a zároveň děkanem rosického děkanátu) Mons. František Koutný.

## Bohoslužby
| Kostel                  | Místo      | Bohoslužba (den) | Hodina                     | Poznámka     |
| ----------------------- | ---------- | ---------------- | -------------------------- | ------------ |
| Nanebevzetí Panny Marie | Troubsko   | neděle pátek     | 7.30,9.00 18.00 (pro děti) | farní kostel |
| svatého Floriána        | Bosonohy   | úterý            | 18:00                      | kaple        |
| svatého Jana Křtitele   | Ostopovice | středa           | 18:00                      | kaple        |
| Všech svatých           | Troubsko   | čtvrtek          | 18:00                      | kaple        |

## Aktivity ve farnosti
Dnem vzájemných modliteb farností za bohoslovce a bohoslovců za farnosti brněnské diecéze je 9. červen. Adorační den připadá na 26. března.
Ve farnosti se pravidelně pořádá tříkrálová sbírka. V roce 2015 její výtěžek činil v Troubsku 45 640 korun.

## Primice
Z farnosti vzešla řada duchovních povolání ke kněžskému i řeholnímu životu. Z Brna-Bosonoh pochází například současný brněnský biskup Vojtěch Cikrle a jeho bratr Karel, kněz ve farnosti Brno-Lesná, někdejší kanovník Královské stoliční kapituly sv. Petra a Pavla Jan Kabeláč, dále kněz Václav Kamenický a také bývalý sekretář brněnského biskupa Vladimír Langer. Dne 2. července 1978 zde sloužil svoji primici P. Josef Zahradník z Ostopovic.
Dne 3. srpna 2002 měli v troubském kostele primici bratři Jiří a Jeremiáš Kubovi z Ostopovic, kteří 29. června téhož roku přijali v trapistickém klášteře Sept Fons ve Francii kněžské svěcení. Rovněž historicky první členka trapistického společenství, tentokrát ženské větve ve Vitorchianu v Itálii, Magdalena Kiliánová je rodačkou z Bosonoh.
Dne 1. července 2005 slavil primici v Brně-Bosonohách novokněz P. Mgr. Jindřich Čoupek.